# Đảo Słodowa

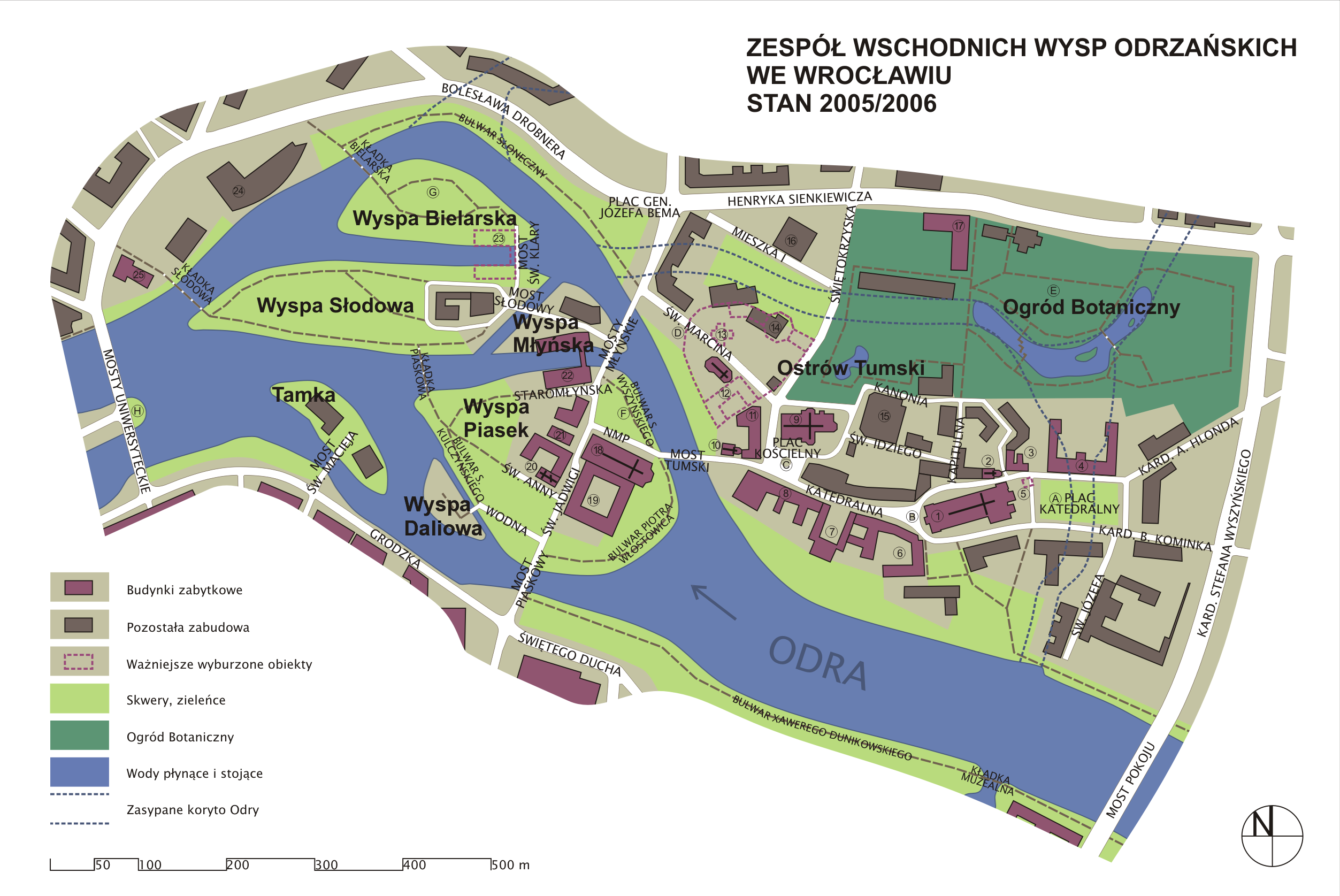
Đảo Słodowa

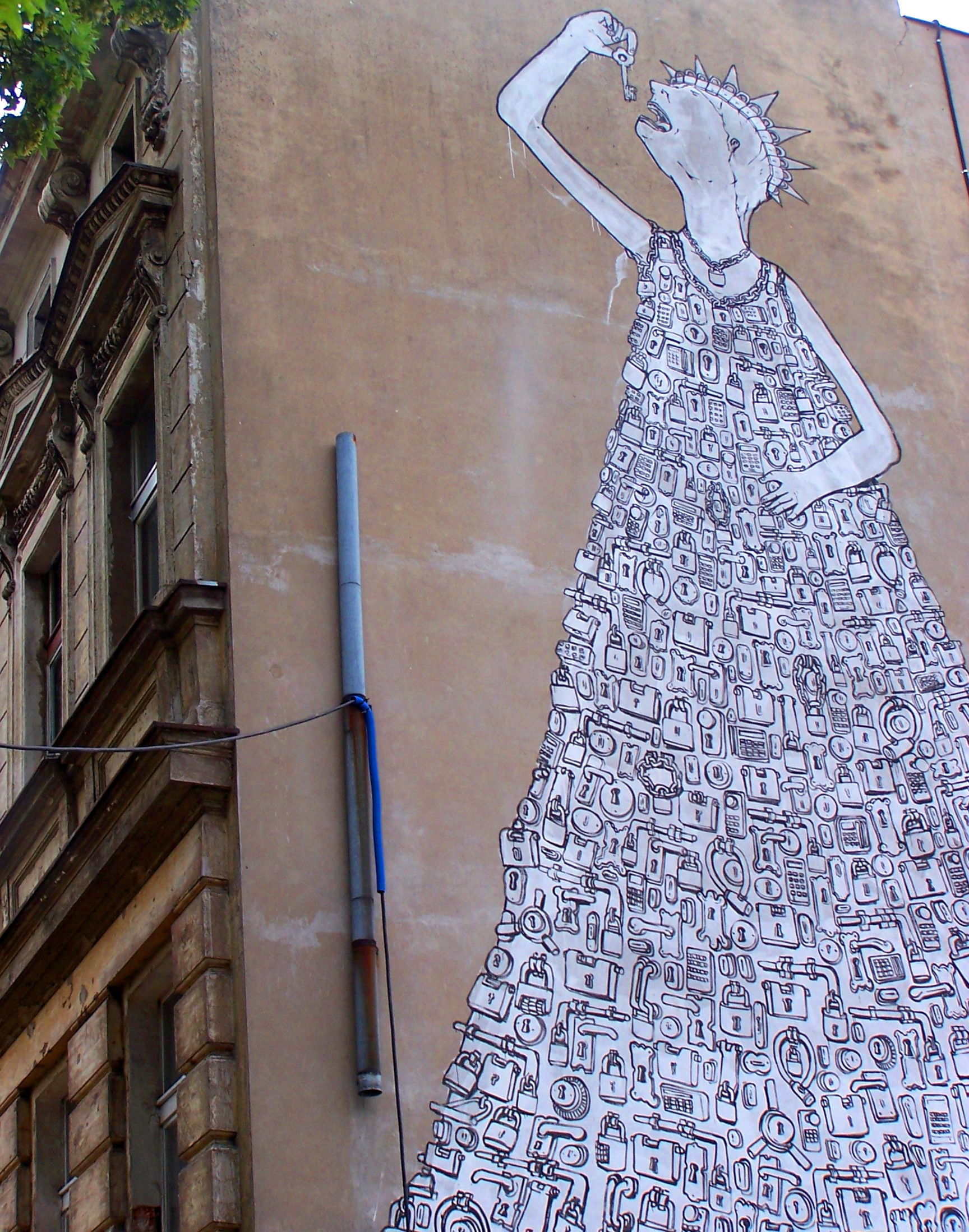
Bức tranh của Blu

Đảo Słodowa (Đảo Malt) là một hòn đảo nhỏ trên sông Oder trong Khu phố cổ Wrocław.
Đảo Słodowa từng được gọi là Bielarska Przingnia cho đến năm 1945. Ban đầu cái tên đến từ vải lanh tẩy trắng cho Dòng Saint Clare. Hòn đảo thuộc sở hữu của Hội Thánh Claire từ thời Trung cổ cho đến đầu thế kỷ 18, khi nó trở thành tài sản của thành phố. Vào thế kỷ 18, đảo Słodowa được kết nối với quần đảo Młyńska và Bielarska bằng cây cầu sắt. Vào nửa sau của thế kỷ 19, người ta bắt đầu xây dựng những ngôi nhà ở trên đó bằng hệ thống thoát nước, điện thoại và mạng lưới điện. Năm 1945, quân đội Đức đã lắp đặt pháo binh dã chiến ở đó, khiến nó trở thành mục tiêu để bắn phá thường xuyên trong Thế chiến II. Trong cuộc bao vây Wrocław vào cuối Thế chiến II, gần như tất cả các tòa nhà của hòn đảo đã bị phá hủy. Chỉ còn lại một số tòa nhà, bao gồm cả các nhà máy St. Clare có từ thế kỷ mười ba.
Các nhà máy St. Clare đã bị nổ tung bởi những kẻ phá hoại vào năm 1975. Quyết định của thị trưởng Wrocław, Marian Czubiński, đã phá hủy chúng 30 năm sau Thế chiến II đã gặp phải sự chỉ trích và phản đối rộng rãi của người dân văn hóa, kiến trúc sư và nhà quy hoạch đô thị. Trong gần một phần tư thế kỷ sau khi các nhà máy bị phá hủy, khu vực này gần như không được phát triển hoàn toàn, chỉ còn một ngôi nhà trên đảo.
Đảo Słodowa cũng là tên của con đường nối liền hòn đảo, qua đảo Mill với phố St. Jadwiga. Đó là lý do tại sao Khách sạn Tumski sử dụng địa chỉ: Słodowa Island 10 mặc dù thực tế là nó nằm trên Đảo Mill.
Đảo Słodowa và đảo Piaskowa lân cận (Đảo cát) tổ chức nhiều sự kiện văn hóa, bao gồm rất nhiều buổi hòa nhạc trong mùa hè. Những người được công nhận nhất là những sinh viên như là một phần của Ngày sinh viên vào tháng Năm mỗi năm. Vào năm 2008, hòn đảo là một trong những địa điểm của triển lãm nghệ thuật đường phố quốc tế "Nghệ sĩ bên ngoài / Ra khỏi Sth", trong đó nghệ sĩ người Ý Blu đã tạo ra một bức tranh tường có tên là "Tượng nô lệ".